# 約翰·懷爾德 (音樂家)
約翰·韋德（德語：Johann Wilde；？年—？年）是一名18世紀德國小提琴家和樂器發明家。其最著名之事蹟是在1740年時發明了釘子提琴。它亦向俄國聖彼得堡 Court 引進了中國樂器笙。

## 外部連結
- Nail Violin （页面存档备份，存于）。大英百科全書。
- Diagnostic Features of Early and Later Wheatstone Concertinas  （页面存档备份，存于）
- Portable Music （页面存档备份，存于）